# پل کرامپه
پل کرامپه (انگلیسی: Paul Krumpe؛ زادهٔ ۴ مارس ۱۹۶۳) بازیکن سابق و مربی فوتبال اهل ایالات متحده آمریکا است.
وی همچنین در تیم ملی فوتبال ایالات متحده آمریکا بازی کرده‌است.